# Umarsara
Umarsara es una ciudad censal situada en el distrito de Yavatmal en el estado de Maharashtra (India). Su población es de 21752 habitantes (2011). Se encuentra a 1 km de Yavatmal y a 146 km de Nagpur.

## Demografía
Según el censo de 2011 la población de Umarsara era de 21752 habitantes, de los cuales 11138 eran hombres y 10614 eran mujeres. Umarsara tiene una tasa media de alfabetización del 94,93%, superior a la media estatal del 82,34%: la alfabetización masculina es del 97,46%, y la alfabetización femenina del 92,31%.